# سيلفانوس كوب جونيور
سيلفانوس كوب جونيور (بالإنجليزية: Sylvanus Cobb Jr.)‏ (5 يونيو 1823 - 20 يوليو 1887)؛ روائي أمريكي.